# Filippo De Angelis
Filippo De Angelis (Ascoli Piceno, 16 de abril de 1792 - Fermo, 6 de julho de 1877) foi um cardeal italiano da Igreja Católica, que serviu como arcebispo de Fermo desde 1842 e como camerlengo de 1867 até sua morte. Angelis foi elevado ao cardinalato em 1839.

## Vida e Igreja
Filípio de Angelis nasceu em Ascoli Piceno de uma família patrícia. Ele estudou no seminário em Ascoli Piceno antes de entrar na Pontifícia Academia dos Nobres Eclesiásticos em Roma em 1816. Ele então frequentou a Universidade La Sapienza , de onde obteve seus doutorados em direito civil e canônico (22 de julho de 1818), filosofia e teologia (25 de setembro de 1819).
Recebeu a ordenação presbiteral em 10 de abril de 1819, na sua cidade natal.
Após sua ordenação ao sacerdócio, Angelis foi elevado à categoria de Prelado Doméstico e serviu como um professor em sua alma mater Pontifícia Academia dos Nobres Eclesiásticos por muitos anos. Ele também foi feito um cônego da Basílica de Santa Maria Maior.
Em 6 de julho de 1826, Angelis foi nomeado bispo coadjutor de Montefiascone e bispo titular de Leuce pelo Papa Leão XII. Então ele foi Visitante Apostólico em Forlì.
Ele recebeu sua ordenação episcopal no dia 23 de julho seguinte na Chiesa di Santissima Trinità a Montecitorio do cardeal Pietro Francesco Galleffi, com os arcebispos Giuseppe della Porta Rodiani e Giovanni Sinibaldi servindo como coadjuvantes. Em 1830, Angelis foi promovido a arcebispo titular de Cartago em 15 de março e mais tarde nomeado núncio apostólico para a Suíça em 23 de abril. Ele foi nomeado núncio apostólico para Portugal em 13 de novembro de 1832, mas permaneceu na Suíça até abril de 1839 e nunca ocupou o cargo pessoalmente em Portugal porque suas relações diplomáticas com a Santa Sé foram encerrados logo após sua nomeação.
Angelis foi nomeado bispo de Montefiascone, com o título pessoal de "Arcebispo", em 15 de fevereiro de 1838. O Papa Gregório XVI secretamente (in pectore) elevou-o ao Colégio Cardinalício no consistório do dia 13 de setembro seguinte, publicando-o como cardeal-presbítero de São Bernardo nas Termas Dioclecianas no consistório de 8 de julho de 1839.
Tornou-se arcebispo de Fermo em 27 de janeiro de 1842 e depois participou do Conclave de 1846, que selecionou o Papa Pio IX.
Em 20 de setembro de 1867, Angelis foi nomeado Camerlengo da Santa Igreja Romana. Ele optou pelo título de São Lourenço em Lucina na mesma data. Tornando-se cardeal protopresbítero (o membro mais antigo da ordem dos cardeais-presbíteros) no dia 4 de dezembro seguinte, Angelis participou do Primeiro Concílio do Vaticano (1868-1870), do qual foi nomeado presidente em 30 de dezembro de 1869.
O cardeal morreu em Fermo em 8 de julho de 1877 aos 85 anos de idade. Na época de sua morte, ele era o cardeal vivo mais velho. Ele está enterrado em Fermo.